# Rhopalostylis
Genre
Classification phylogénétique
Rhopalostylis est un genre de palmiers natif du Pacifique Sud. Il s'agit du genre de palmiers le plus méridional, puisque le palmier Nikau, le représentant le plus connu du genre, pousse naturellement en Nouvelle-Zélande, jusqu'à une latitude de 44° Sud.

## Description
Tous les arbres appartenant au genre ont un stipe lisse cerné de cicatrices disposées en anneaux réguliers autour de celui-ci, et qui sont laissées par les feuilles qui se détachent du stipe. Les feuilles mesurent environ 3 à 5 mètres, et leur base encercle le tronc.

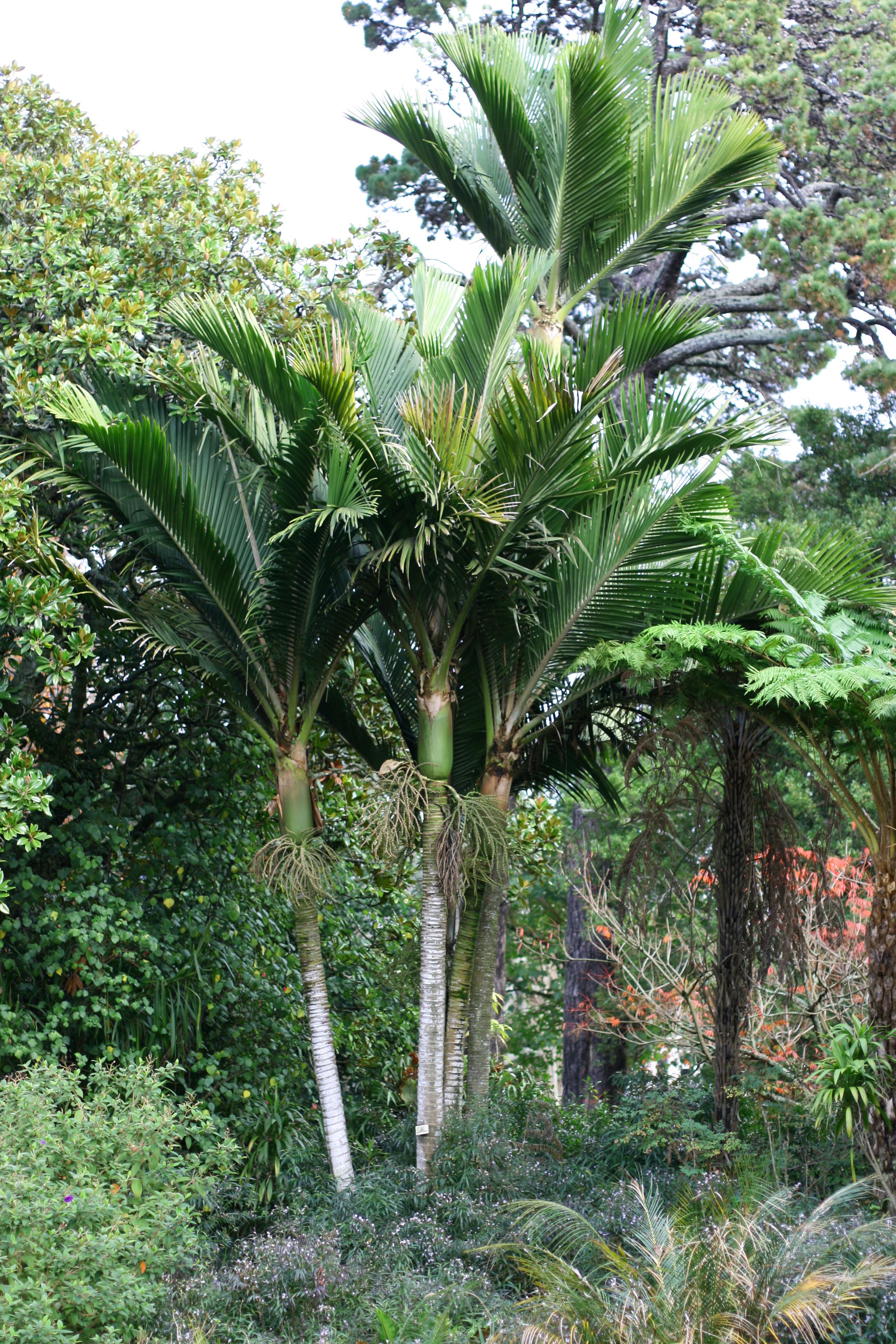
Rhopalostylis baueri, à l'Université d'Auckland, en Nouvelle-Zélande.

## Classification
- Sous-famille des Arecoideae
  - Tribu des Areceae
    - Sous-tribu des Rhopalostylidinae [1]

Rhopalostylis partage cette sous-tribu avec un autre genre : Hedyscepe .

## Liste d'espèces

### SelonWorld Checklist of Selected Plant Families(WCSP)(3 sept. 2010)[3]
- Rhopalostylis baueri (Hook.f.) H.Wendl. & Drude (1877)
- Rhopalostylis sapida (Sol. ex G.Forst.) H.Wendl. & Drude (1878)

### SelonNCBI(3 sept. 2010)[4]
- Rhopalostylis baueri
- Rhopalostylis sapida

## Habitat et espèces
- Rhopalostylis sapida, (Sol. ex G.Forst.) H.Wendl. & Drude in O.C.E.de Kerchove de Denterghem, Palmiers: 255 (1878). Ce palmier est connu comme le palmier Nikau, est la seule espèce de palmiers originaire de la Nouvelle-Zélande. On le rencontre sur les aires côtières des forêts basses de l'île du nord, jusqu'à la péninsule Banks et les îles Chatham. Le palmier Nikau est une icône pour la Nouvelle-Zélande, et beaucoup de néo-zélandais savent le reconnaître du premier coup d'œil, même s'il est rarement planté dans les jardins, à cause des difficultés pour le transplanter et sa croissance très lente. Il est vrai qu'il a une forme très caractéristique de plumeau. La couronne de feuille a une forme conique, et prend naissance au-dessus d'un renflement, en dessous duquel poussent les inflorescences. Le nikau peut atteidre une taille de 10 mètres, et a des feuilles dont la longueur est d'environ 2 mètres à 2,50 mètres.

Selon la Liste rouge de l'UICN, l'espèce présente un faible risque de disparition (LR).
- Rhopalostylis baueri, (Hook.f. ex Lem.) H.Wendl. & Drude, Bot. Zeitung (Berlin) 35: 638 (1877). L'espèce est native aux îles Norfolk, et aux îles Kermadec, qui sont situées au nord-est de la Nouvelle-Zélande.

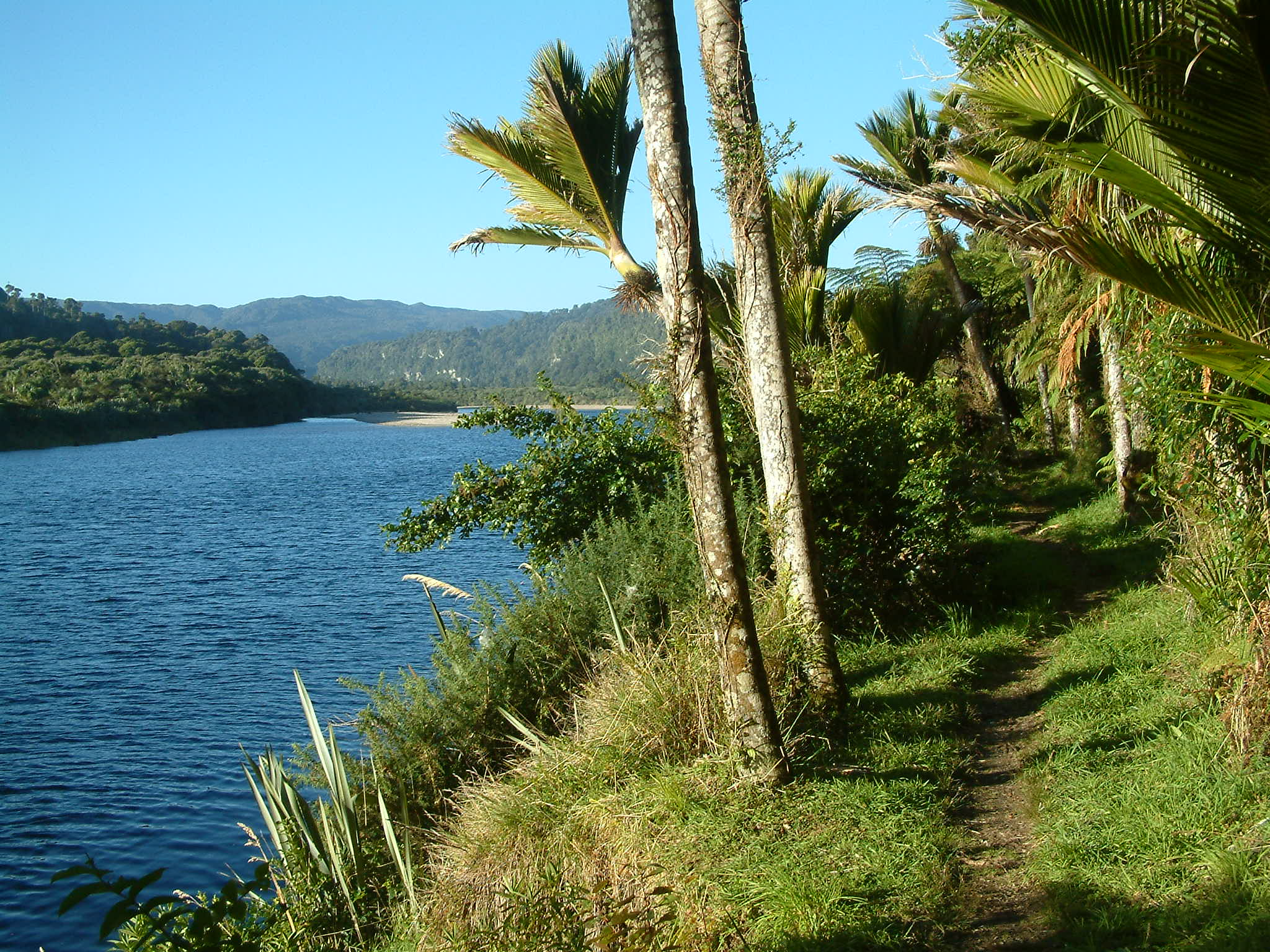
Palmier Nikau dans son habitat naturel : Ile Sud de la Nouvelle-Zélande

## Liens externes

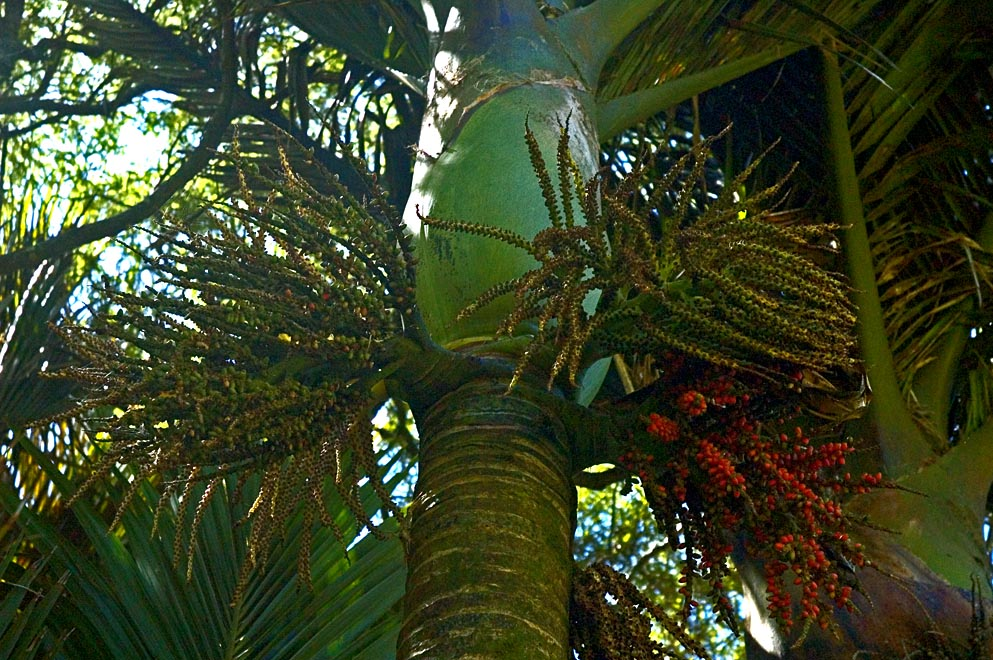
Fruits et tronc du palmier Nikau

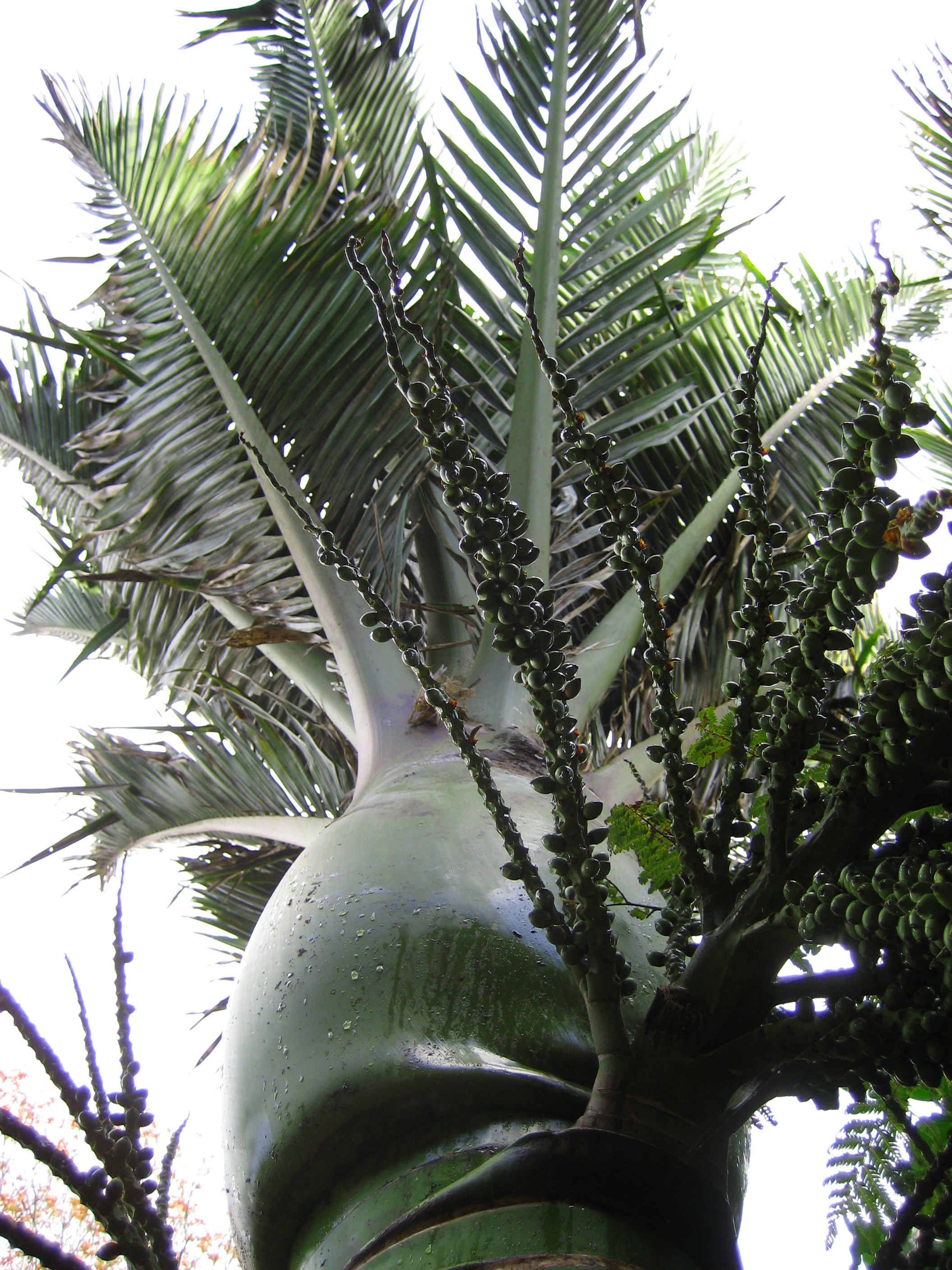
Fruits et couronne du palmier Nikau